# Джон Эриксон (актёр)
Джон Э́риксон (англ. John Ericson; 25 сентября 1926, Дюссельдорф, Рейнская провинция — 3 мая 2020, O gah Po'geh) — американский (немецкого происхождения) актёр кино и телевидения, менее известен как актёр театра.

## Биография
Иоахим Александр Оттокар Мейбес (настоящее имя актёра) родился 25 сентября 1926 года в Дюссельдорфе. Отец — Карл Ф. Мейбес, немец, химик, в будущем стал президентом нью-йоркской корпорации по производству пищевых экстрактов; мать — Эллен Вильсон, шведка, актриса и оперная певица. В начале 1930-х годов семья, спасаясь от крепнущего нацистского режима, иммигрировала в США и поселилась сначала в Детройте, а после перебралась в Нью-Йорк. Будущий актёр обучался в Американской академии драматического искусства, его сокурсниками были будущие звёзды Грейс Келли, Джек Пэланс и Дон Риклс. Многие отмечали внешнюю схожесть Джона Эриксона (такой сценический псевдоним он себе выбрал) с Марлоном Брандо.
С середины 1940-х годов Эриксон начал играть в театрах Гатлинберга (Теннесси) и Абингдона (Виргиния). С мая 1951 по июнь 1952 года играл роль Дж. Дж. Сефтона (главная роль) в бродвейской постановке «Лагерь для военнопленных № 17», по которой в 1953 году был снят одноимённый фильм.
В 1949 году Эриксон заключил контракт с киностудией Metro-Goldwyn-Mayer и начал карьеру киноактёра. За 39 лет (1950—1989) он снялся в более чем сотне кино- и телефильмов и телесериалов. После семнадцатилетнего перерыва пожилой актёр в 2006—2008 годах появился в двух фильмах и одном эпизоде одного телесериала.
8 февраля 1960 года, в день открытия, Эриксон удостоился звезды на Голливудской «Аллее славы» за вклад в развитие телевидения.
В 1974 году 48-летний Эриксон снялся обнажённым для обложки журнала Playgirl.
Джон Эриксон скончался 3 мая 2020 года в городе Санта-Фе (штат Нью-Мексико) от пневмонии.

### Личная жизнь
Джон Эриксон был женат дважды:
1. Милли Эриксон (1927—2011), малоизвестная актриса. Брак заключён 12 сентября 1953 года, в августе 1971 года последовал развод. От брака осталось двое детей: Бретт и Николь[7] (в 1977 году девушка удостоилась чести стать послом «Золотого глобуса»).
2. Карен Эриксон (род. 1938), актриса. Брак заключён 31 марта 1974 года и продолжался 46 лет до самой смерти актёра в мае 2020 года. Детей от брака не было[8].

До первого брака, в начале 1950-х годов, был помолвлен с актрисой Энн Бэнкрофт.

## Избранная фильмография

### Широкий экран
- 1951 — Тереза[англ.] / Teresa — Филип Кэсс
- 1951 — Это большая страна[англ.] / It's a Big Country — мичман ВМФ (в титрах не указан)
- 1954 — Рапсодия / Rhapsody — Джеймс Гест
- 1954 — Принц-студент[англ.] / The Student Prince — граф фон Астербург
- 1954 — Зелёный огонь[англ.] / Green Fire — Дональд Ноуленд
- 1955 — Плохой день в Блэк-Роке / Bad Day at Black Rock — Пит Уирт
- 1957 — Сорок стволов[англ.] / Forty Guns — Брокки Драммонд
- 1958 — День негодяя[англ.] / Day of the Badman — шериф Барни Уайли
- 1960 — Под десятью флагами / Under Ten Flags — Крюгер
- 1963 — Я — Семирамида[итал.] / Io, Semiramide — Кир
- 1964 — Семь лиц доктора Лао[англ.] / 7 Faces of Dr. Lao — Эд Каннингем, газетный издатель
- 1965 — Операция «Атлантида»[итал.] / Agente S03 operazione Atlantide — Джордж Стил
- 1967 — Денежные джунгли[англ.] / The Money Jungle — Блейк Хеллер
- 1968 — Бамбуковая летающая тарелка / The Bamboo Saucer — Фред Норвуд
- 1969 — Орёл или решка[итал.] / Testa o croce — Уилл Хантер
- 1971 — Набалдашник и метла / Bedknobs and Broomsticks — полковник Хеллер
- 1978 — Дом мертвецов[англ.] / The House of the Dead — Талмудж

### Телевидение
- 1950 — Видео-театр «Люкс»[англ.] / Lux Video Theatre — Майк (в эпизоде Saturday's Children)
- 1951, 1956 — Телевизионный театр Крафта / Kraft Television Theatre — разные роли (в 2 эпизодах)
- 1955, 1957 — Театр General Electric[англ.] / General Electric Theater — разные роли (в 2 эпизодах)
- 1955—1957 — Кавалькада Америки[англ.] / Cavalcade of America — разные роли (в 3 эпизодах)
- 1956—1957 — Кульминация![англ.] / Climax! — разные роли (в 3 эпизодах)
- 1956, 1958 — Театр 90[англ.] / Playhouse 90 — разные роли (в 2 эпизодах)
- 1956—1958 — Театр звёзд Шлица[англ.] / Schlitz Playhouse of Stars — разные роли (в 5 эпизодах)
- 1956—1957, 1960 — Шоу Лоретты Янг[англ.] / The Loretta Young Show — разные роли (в 3 эпизодах)
- 1958 — Миллионер[англ.] / The Millionaire — сержант Питер Баркли (в эпизоде The Peter Barkley Story)
- 1958 — Сборник рассказов Ширли Темпл[англ.] / Shirley Temple's Storybook — Бром Бонс (в эпизоде The Legend of Sleepy Hollow)
- 1958 — Караван повозок[англ.] / Wagon Train — Дик Ричардсон (в эпизоде The Dick Richardson Story[англ.])
- 1958—1959 — Неугомонный ствол[англ.] / The Restless Gun — разные роли (в 2 эпизодах)
- 1959 — Приключения в раю[англ.] / Adventures in Paradise — Джефф Хейзен (в эпизоде Safari at Sea)
- 1959, 1961 — Сыромятная плеть / Rawhide — разные роли (в 2 эпизодах[англ.])
- 1960, 1967 — Бонанза / Bonanza — разные роли (в 2 эпизодах[англ.])
- 1962 — Шоссе 66[англ.] / Route 66 — Дэвид Джоб (в эпизоде 1800 Days to Justice[англ.])
- 1963—1965 — Правосудие Бёрка[англ.] / Burke's Law — разные роли (в 3 эпизодах)
- 1965 — Беглец / The Fugitive — Ларс (в эпизоде Brass Ring[англ.])
- 1965—1966 — Хани Уэст[англ.] / Honey West — Сэм Болт (в 30 эпизодах)
- 1967 — Захватчики[англ.] / The Invaders — Харди Смит (в эпизоде Moonshot)
- 1968 — Дни в Долине Смерти / Death Valley Days — Аксель Калинэ (в эпизоде The Thirty-Caliber Town)
- 1968, 1973 — ФБР / The F.B.I. — разные роли (в 2 эпизодах[англ.])
- 1969 — Дымок из ствола / Gunsmoke — Блейн Коппертон (в эпизоде Twisted Heritage[англ.])
- 1969, 1971 — Медицинский центр[англ.] / Medical Center — разные роли (в 2 эпизодах[англ.])
- 1970 — Айронсайд[англ.] / Ironside — Фред (в эпизоде Beware the Wiles of the Stranger[англ.])
- 1970 — Доктор Маркус Уэлби / Marcus Welby, M.D. — Питер Бартон (в эпизоде Sea of Security[англ.])
- 1971 — Вирджинец[англ.] / The Virginian — Джек Бонем (в эпизоде The Politician[англ.])
- 1974 — Улицы Сан-Франциско / The Streets of San Francisco — Шелби (в эпизоде Mister Nobody[англ.])
- 1974—1975 — Полицейская история[англ.] / Police Story — разные роли (в 2 эпизодах[англ.])
- 1974, 1980 — Диснейленд[англ.] / Disneyland — разные роли (в 2 эпизодах)
- 1975 — Варварский берег[англ.] / Barbary Coast — Майк МакКорд (в эпизоде Guns for a Queen)
- 1975 — Спецназ / S.W.A.T. — капитан Бреннер (в эпизоде Strike Force[англ.])
- 1977 — Женщина-полицейский / Police Woman — Берт Трэвис (в эпизоде Means to an End[англ.])
- 1977 — Братья Харди и Нэнси Дрю[англ.] / The Hardy Boys/Nancy Drew Mysteries — капитан Роджерс (в эпизоде Will the Real Santa Claus…?[англ.])
- 1978 — Вегас[англ.] / Vegas — мистер Смит (в эпизоде Centerfold[англ.])
- 1978, 1980, 1983 — Калифорнийский дорожный патруль[англ.] / CHiPs — разные роли (в 3 эпизодах[англ.])
- 1978, 1981—1982, 1984 — Остров фантазий / Fantasy Island — разные роли (в 4 эпизодах[англ.])
- 1980 — Призраки Баксли-Холла[англ.] / The Ghosts of Buxley Hall — Джордж Росс
- 1981 — Ниро Вульф[англ.] / Nero Wolfe — Артур Пур (в эпизоде Before I Die)
- 1982 — Однажды за один раз / One Day at a Time — Клинт Уилкенс (в эпизоде Meow, Meow[англ.])
- 1983 — Рыцарь дорог / Knight Rider — Филлип Ройс (в эпизоде The Topaz Connection[англ.])
- 1983 — Команда «А» / The A-Team — Кельвин Каттер (в эпизоде Till Death Do Us Part[англ.])
- 1984 — Автомен / Automan — Вуди Остер (в эпизоде Death by Design)
- 1984 — Воздушный волк / Airwolf — доктор Карл Крюгер (в эпизоде Fallen Angel[англ.])
- 1985 — Роберт Кеннеди и его эпоха[англ.] / Robert Kennedy and His Times — сенатор (в 3 эпизодах)
- 1985 — Она написала убийство / Murder, She Wrote — Хендерсон Уитли (в эпизоде Joshua Peabody Died Here… Possibly[англ.])
- 1987 — Главный госпиталь / General Hospital — Эрик Ингстром (в 3 эпизодах)
- 2008 — Столкновение[англ.] / Crash — отец доктора (в эпизоде Your Ass Belongs to the Gypsies)

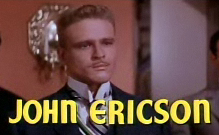
В фильме «Принц-студент[англ.]» (1954).
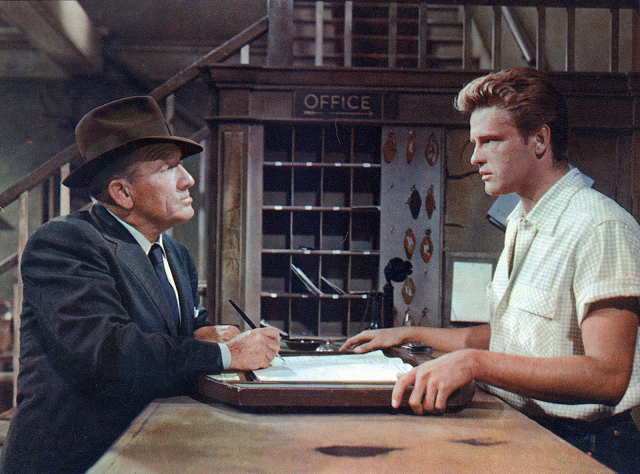
Со Спенсером Трейси (слева) в фильме «Плохой день в Блэк-Роке» (1955).
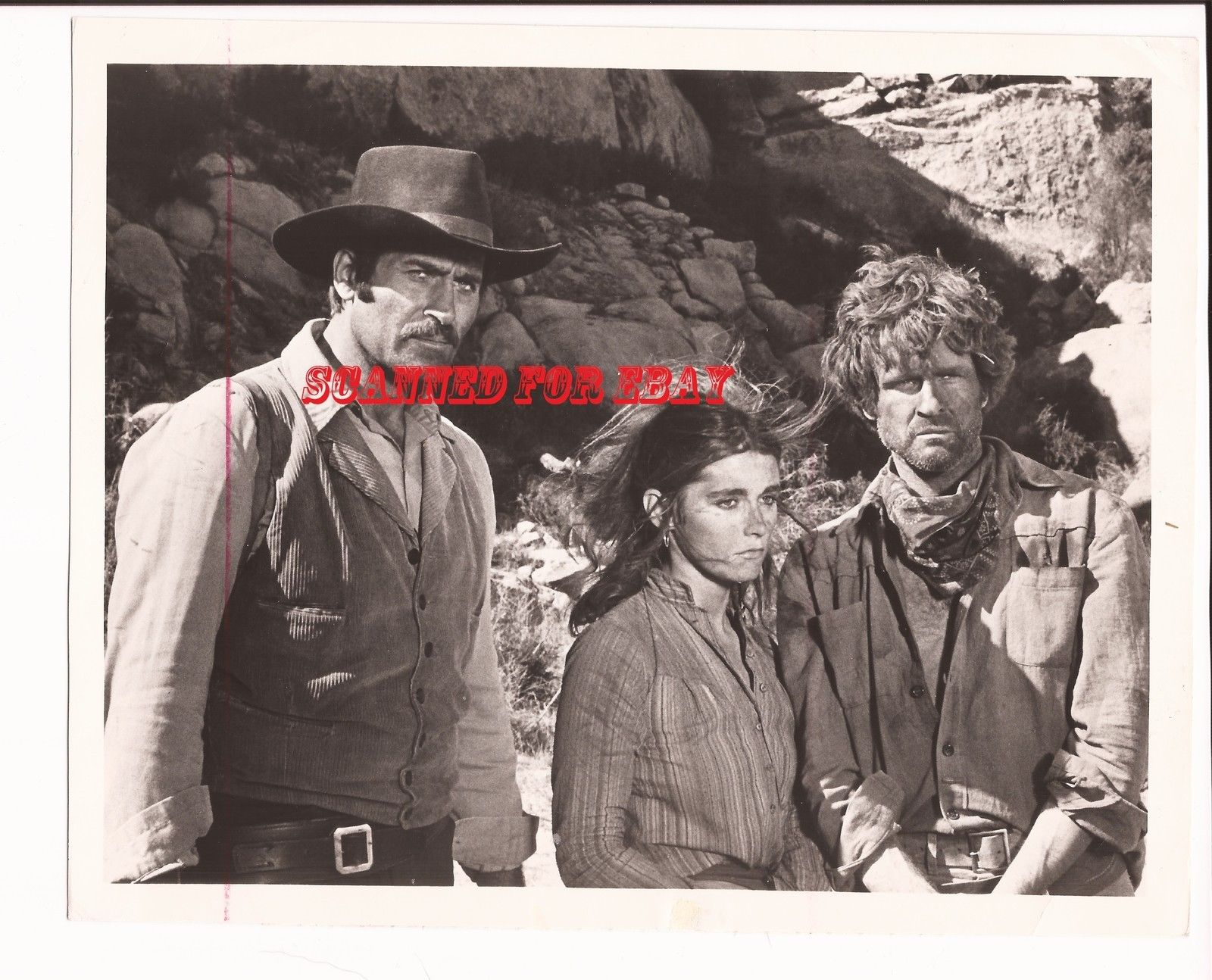
Слева направо: Клинт Уокер, Марго Киддер и Джон Эриксон. В фильме «Щедрый человек[англ.]» (1972)